# Alexandre De Bruyn
Alexandre De Bruyn (Brussel, 4 juni 1994) is een Belgische voetballer die meestal als aanvaller uitkomt. Sinds juli 2023 komt hij uit voor Lierse Kempenzonen.

## Carrière
De Bruyn startte zijn profcarrière bij tweedeklasser Lommel SK. Op de eerste speeldag van het seizoen 2016/2017 mocht hij in de 74e minuut Wouter Scheelen vervangen in de thuismatch tegen Oud-Heverlee Leuven. Dit was meteen zijn debuut in het eerste elftal. Na twee seizoenen bij Lommel vertrok hij naar STVV.
In mei 2020 tekende hij een contract voor drie seizoenen bij KAA Gent.
Door onder andere blessureleed kon hij nooit volledig doorbreken bij Gent. In januari 2022 maakte De Bruyn de overstap naar KV Kortrijk, hij tekende er een contract tot 2024 met een optie op nog twee bijkomende seizoenen.

## Statistieken
| Seizoen         | Club              | Competitie             | Competitie | Competitie | Play-offs | Play-offs | Beker | Beker | Totaal | Totaal |
| Seizoen         | Club              | Competitie             | Wed.       | Dlp.       | Wed.      | Dlp.      | Wed.  | Dlp.  | Wed.   | Dlp.   |
| --------------- | ----------------- | ---------------------- | ---------- | ---------- | --------- | --------- | ----- | ----- | ------ | ------ |
| 2016-2017       | Lommel United     | Tweede klasse          | 20         | 4          | 4         | 0         | 2     | 0     | 26     | 4      |
| 2017-2018       | Lommel United     | Eerste klasse amateurs | 29         | 16         | 6         | 1         | 1     | 0     | 36     | 17     |
| 2018-2019       | Sint-Truidense VV | Eerste klasse A        | 6          | 0          | 4         | 0         | 1     | 1     | 11     | 1      |
| 2019-2020       | Sint-Truidense VV | Eerste klasse A        | 25         | 3          | 0         | 0         | 0     | 0     | 25     | 3      |
| 2020-2021       | KAA Gent          | Eerste klasse A        | 5          | 2          | 0         | 0         | 0     | 0     | 5      | 2      |
| 2021-2022       | KAA Gent          | Eerste klasse A        | 0          | 0          | 0         | 0         | 0     | 0     | 0      | 0      |
| Carrière totaal | Carrière totaal   | Carrière totaal        | 85         | 25         | 14        | 1         | 4     | 1     | 101    | 27     |

1 Vandenberghe ·
5 Atemona ·
6 Mehssatou ·
7 Mbayo ·
8 Challouk ·
9 Messaoudi ·
10 Selemani ·
11 De Neve ·
12 De Vlaeminck ·
17 Gueye ·
18 Kadri  ·
20 Avenatti ·
21 Wasinski ·
22 Decoene ·
29 Regali ·
44 Silva ·
48 Montegnies ·
66 Radovanović ·
70 Bruno ·
77 Henen ·
89 Audoor ·
Coach: Edward Still